# Taubenberg (Warngau)
Taubenberg ist ein Gemeindeteil der Gemeinde Warngau im oberbayerischen Landkreis Miesbach. 

## Geographie
Die Einöde liegt südöstlich von Osterwarngau. Südwestlich erhebt sich der 896 Meter hohe Taubenberg.

## Baudenkmäler

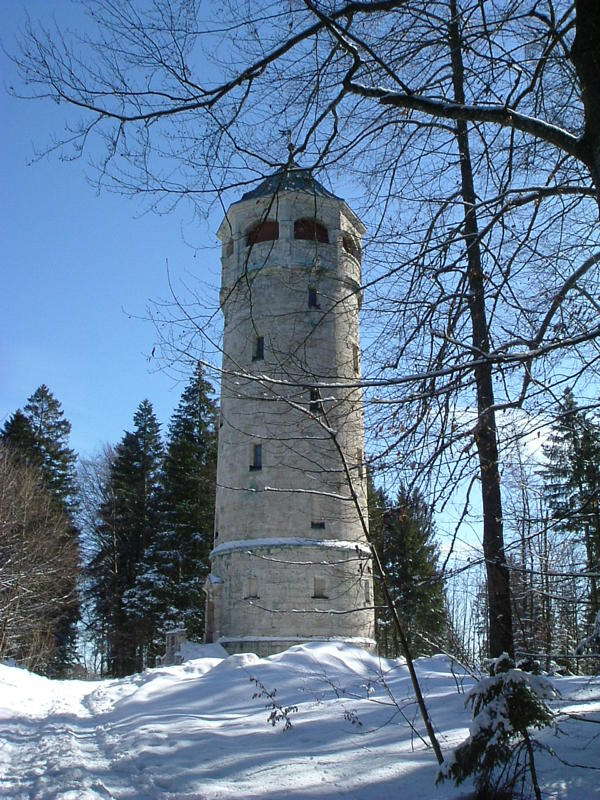
Aussichtsturm Taubenberg (2010)

In der Liste der Baudenkmäler in Warngau sind für Taubenberg zwei Baudenkmäler aufgeführt:
- die Gedächtniskapelle St. Benno, ein kleiner Satteldachbau mit übergiebeltem Vorraum und Dachreiter, modern bezeichnet mit 1634, Glockenstuhl wohl um 1910, und
- ein Aussichtsturm, ein siebengeschossiger Tuffsteinturm mit Aussichtsplattform und Zeltdach, bezeichnet mit 1911